# 한국녹색문화재단
한국녹색문화재단은 산림문화의 교육 및 산림환경기능 증진을 활성화하고 국제교류를 증진함으로써 녹색문화창달과 진흥에 기여할 목적으로 2003년 9월 29일 설립 허가된 대한민국 산림청 소관의 재단법인이다. 사무실은 서울특별시 마포구 용강동 50-11, 녹산빌딩 2층에 있다.

## 주요 사업
- 숲에서의 소외계층 지원을 통한 사회화합사업
- 청소년과 일반인을 대상으로 녹색문화교육 사업
- 숲문화 창달을 위한 교육사업인 숲체원 운영 사업
- 숲의 건강증진 기능 홍보사업